# فدراسیون دوچرخه‌سواری ایران
فدراسیون دوچرخه‌سواری ایران نهاد متولی دوچرخه‌سواری در ایران است. این فدراسیون در سال ۱۳۲۶ به دست احمد ایزدپناه بنیانگذاری شد.

## رؤسا[۱]
- احمد ایزدپناه ۱۳۲۹–۱۳۲۶
- صدری میرعمادی ۱۳۳۰–۱۳۲۹
- احمد ادب‌خواه ۱۳۳۱–۱۳۳۰
- منوچهر قره‌گزلو ۱۳۳۳–۱۳۳۱
- احمد ادب‌خواه ۱۳۳۴–۱۳۳۳
- هلاکو رامبد ۱۳۳۵–۱۳۳۴
- اسد بهادر ۱۳۳۹–۱۳۳۵
- سرتیپ وثیق ۱۳۴۲–۱۳۳۹
- سپهبد رحیمی ۱۳۴۴–۱۳۴۲
- سرتیپ اسدی ۱۳۴۵–۱۳۴۴
- سرهنگ گل تپه ۱۳۴۶–۱۳۴۵
- سرهنگ ایروانی ۱۳۴۶–۱۳۴۶
- سرتیپ حسینعلی بیات ۱۳۵۰–۱۳۴۶
- بیژن جهانبانی ۱۳۵۷–۱۳۵۰
- در سال ۱۳۵۷ بعد از بیژن جهانبانی کمیته‌ای به نام کمیته فدراسیون دوچرخه سواری با حضور ۵ عضو (محمد فکری، مرتضی مهاجری، اصغر سمیعی، منوچهر روشن پور و اصغر خدایاری) شکل گرفت. این کمیته تا زمان انتخاب رئیس فدراسیون تصمیم‌گیری می‌کردند.
- احمد طلاکش1359–۱۳۵۸
- منوچهر روشن‌پور ۱۳۶۳–1359
- سید محمد هاشمی ۱۳۶۶–۱۳۶۳
- محمد شاه‌حسینی ۱۳۷۰–۱۳۶۶
- اصغر ابراهیمی ۱۳۷۴–۱۳۷۰
- سید حسین هاشمی ۱۳۸۴–۱۳۷۴
- امیررضا واعظی آشتیانی ۱۳۸۴–۱۳۸۸
- علی انصاری ۱۳۸۸
- علی زنگی‌آبادی از آذر ۱۳۸۸ تا اردیبهشت ۱۳۹۱
- خسرو قمری از اردیبهشت ۱۳۹۱ تا آذر ۱۳۹۹
- محمود رشیدی از اردیبهشت ۱۴۰۰ تا ۱ مهر ۱۴۰۰
- رسول هاشم کندی اسدی رییس از تاریخ 20 بهمن 1401 تاکنون